# Edmund Giemsa
Edmund Giemsa (Ruda Śląska, 16 ottobre 1912 – Chinnor, 30 settembre 1994) è stato un calciatore polacco, di ruolo difensore.

## Palmarès

### Club

#### Competizioni nazionali
- Campionato polacco: 5

Ruch Chorzow: 1933, 1934, 1935, 1936, 1938